# 阿孙塔·斯库托
阿孙塔·斯库托（義大利語：Assunta Scutto，2002年1月17日—），意大利女子柔道运动员，2022年世界柔道锦标赛女子48公斤级铜牌得主、2023年世界柔道锦标赛女子48公斤级铜牌得主、2024年世界柔道锦标赛女子48公斤级银牌得主。